# 不道
不道（ふどう）は、中国と日本の律令制度の律における犯罪または犯罪類型である。
漢代と唐代以降で大きな違いがあり、漢代にも前漢初期から末期にかけて変化がある。漢代のはじめ、不道とは行為と量刑に具体性を欠いていた。事件の蓄積により、皇帝や官・民を欺く行為を、棄市（死刑にしてさらし首）にするものとなった。
唐代以降は様々な量刑を持つ複数の犯罪をまとめた犯罪類型で、十悪の5番目にあたる。多数・異常な殺人など非人道的な一般犯罪を対象にした。
日本の律は唐のものを継承し、八虐の5番目にあてた。唐律の犯罪に加えて、目上の者に対する犯罪のうち悪逆ほど悪くないものを合わせた。

## 漢代の不道
漢の律で不道について記したものは見付かっていないが、『漢書』には不道を罪として裁かれた事件が多い。年代的な初例は漢の武帝の代（前141年 - 前87年）である。廷尉の杜周がしきりと官吏の疑獄事件を追及したとき、証言のために出頭するよう命じられた人の中に、拷問で証言を強いられるのを恐れて逃げ隠れするものが多かった。彼らは十数年後に見付かると、多くが不道の罪とされたという。彼らにあてられた刑はわからない。また、庶民の男が自らを死んだはずの皇太子だと詐ったことが、不道とみなされ死刑になった。
宣帝の時代（紀元前74年 - 紀元前49年）には、
互いに推薦し合って顕職に就こうとした楊興と賈捐之が不道とされ、賈捐之が死刑、楊興は減刑されて髠鉗城旦（懲役）となった。
元帝が即位（前49年）して間もないとき、前将軍の蕭望之が大臣を非難し外戚を抑制しようとしたことが、皇帝を誣（あざむ）いて不道である、と告発され、取り調べを受けた
成帝の代（紀元前19年から紀元前14年）には、かつて西域で武功を立てた陳湯が、衆を惑わし不道だと弾劾される事件が起こった。黒竜の出現を皇帝の微行のせいだと言い、中止された陵の造営が再開されて人々に移住が命じられると予想して衆を惑わしたことが、それぞれ大不敬と不道とされた。廷尉と皇帝の判断により、衆を惑わした点について無罪となった。
陳湯の事件では廷尉が「不道に正法なし。犯すところの劇易（激しいかそうでないか）をもって罪となす」と論じた。具体的にどのような行為が不道にあたり、どのような刑になるか定まっていなかったようである。判例ができるにつれて、棄市を量刑とし、政治的理由で「悪」とされた発言・行動が不道の名で裁かれるようになった。

### 漢代の不道事件
- 多数の人 - 廷尉の召喚に従わず逃げ隠れる。
- 丁義 - 楽成侯。五利侯のことを言う。棄市し、国を除く[7]。
- 成方遂 - 皇太子を詐称。誣罔不道。要斬（腰斬）、棄市。[8]
- 賈捐之 - 互いに推薦しあうことを約し、楊興を推薦する奏上をする。 棄市。
- 楊興 - 互いに推薦しあうことを約し、賈捐之に推薦される。死一等を免じ髠鉗城旦。
- 蕭望之 - 大臣を非難し外戚を抑えるように誣く。官職を罷免。
- 陳湯 - 陵への移住を予測し、衆を惑わす。無罪。

## 唐・日本の不道

### 不道の範囲
- 被害者の家族のうち死罪でない3人以上を殺すこと。たとえば2人以下を数家族にわたって多く殺す事件は不道にならない。殺される前に死刑相当の罪を犯していた被害者は、判定の人数に数えない[9]。

- 人を殺して支解すること、すなわちバラバラ殺人[9]。律の疏によれば、支解と絶命は連続していればどちらが先でも不道に変わりないが、二つの行為の間に時の隔たりがあると不道にならない。人を焼くことも支解と同じ扱いで、焼き殺すことと殺してから焼くことがともに不道となる[10]。

- 蠱毒を製造し、または所持すること[9]。毒殺は不道・八虐ではない。

- 厭魅を行うこと。厭魅は人を苦しめ害する呪術を広く含める[9]。

以上が唐律と日本律でともに不道とされた罪である。以下は唐律で不睦という別の類型に入れられ、日本では不道とされた罪である。
- 伯叔父（父の兄弟）、姑（父の姉妹）、兄、姉、外祖父母（母方の祖父母、つまり母の両親）、夫、夫の父母を、殴るか、告訴するか、殺そうと計画すること[9]。

- 四等親以内の尊長あるいは妻を殺すこと[9]。

### 量刑
害の大きさに応じて刑の軽重を区別するのが律の原則であり、不道になってもならなくても、人を殺せば死罪になり、暴行ならより軽い罪になる。量刑は犯罪ごとに別に定められ、不道だからといって一律ではない。
不道の法的効果は、八虐・十悪に含められることで、減刑、恩赦の可能性がなくなることにあった。律で殺人はみな斬・絞の死刑にあたるが、様々な減刑の可能性も設けており、身分特権で死刑を免れたり、事情を汲んで死を免じることは珍しくなかった。八虐・十悪になるとその道が閉ざされた。
日本の律には現存しない部分があり、不道の量刑の一部がそれにあたる。『養老律』賊盗律の定めでは、一家のうち死罪でない3人以上を殺した者、人を殺して支解した者は斬となり、その子（息子）は縁座して徒3年になった。